# Batalla del Holme
La batalla del Holme fue un conflicto bélico que enfrentó a los ejércitos del reino de Kent y los daneses de Danelaw en algún lugar de reino de Estanglia, hoy desconocido, pero puede tratarse de Holme, en Huntingdonshire (hoy parte de Cambridgeshire).
Tras la muerte de Alfredo el Grande en 899, su hijo Eduardo el Viejo fue coronado como rey de los anglosajones de Wessex, pero su primo Æthelwold, hijo de Etelredo I hermano de Alfredo, reclamó el trono de Wessex. Su iniciativa fracasó y se refugió en el territorio de los escandinavos de Estanglia, donde gobernaba el caudillo vikingo Eirík (según la crónica anglosajona, fue declarado rey de Estanglia, pero es improbable y la versión que recibie más peso es, como mucho, que recibió un rango de jarl de Sigfrøðr y Knútr que gobernaban en diarquía Jórvik.). En 901 Æthelwold se preparó para la guerra con una flota y se dirigió a Essex y persuadió a los vikingos del Danelaw para atacar Mercia y el norte de Wessex. Eduardo se adelantó para devastar Estanglia y los vikingos tuvieron que retroceder para proteger su territorio, a partir de ahí Eduardo apostó por no desencadenar un mayor derramamiento de sangre y se retiró, pero el ejército de Kent veía la alianza por el trono de Wessex como una amenaza y decidió atacar por su cuenta enfrentándose en el campo de batalla.
No se conocen los detalles de la batalla, pero se percibe que los vikingos ganaron la partida y la crónica anglosajona aporta algo de luz sobre eso cuando cita que los daneses de Estanglia «conservaron el lugar de la matanza». aunque es indudable que sufrieron importantes bajas, entre ellos el mismo pretendiente de Wessex, Æthelwold y el rey vikingo Eric.